# Masuma Sultan Begum (dcera Bábura)
Masuma Sultan Begum (asi 1508? – ?) byla mughalská princezna a dcera prvního mughalského císaře Bábura. Svou sestrou Guldaban Begum byla často zmiňována jako Humayun-nama.

## Mládí
Masuma Sultan Begum byla dcera císaře Bábura a jeho čtvrté manželky stejného jména, Masuma Sultan Begum. Narodila se v Kábulu. Během porodu její matka zemřela, proto dostala stejné jméno. V roce 1511 svěřil Bábur město Kábul svému mladšímu bratru Nasirovi Mirzovi a odešel do Samarkandu. 

## Manželství
V roce 1517, když bylo Masumě devět let, byla provdána svým otcem za jednadvacetiletého Muhammada Zamana Mirzu. Byl synem Badi' al-Zamana Mirzy a vnukem sultána Husayna Mirzy Bayqara. Jeho matkou byla dcera Tahamtana Beye a neteř Asada Beye. Po sňatku odešla společně s ním Balch. 
Ve věku 31 let ovdověla, když její manžel zemřel během války. 